# The Flea
 The Flea (De Vlo) is een gedicht van John Donne. De spreker in het gedicht probeert zijn geliefde zo ver te krijgen dat ze met hem naar bed gaat.

## Parafrase
Kijk eens goed naar die vlo
En merk vooral hoe weinig het toch is dat je me onthouden wil
Ze zoog eerst aan mij, en zuigt nu aan jou
En in die vlo wordt ons bloed vermengd
Zie nu toch in dat het geen zonde kan zijn
Of schande, of verlies van maagdelijkheid
Kijk hoe ze geniet, voordat ze lijdt
En opzwelt van twee druppels bloed in één
Helaas is dit veel meer dan wij gedaan hebben
Hou op, je neemt drie levens en niet één
Spaar haar leven nu we zo goed als getrouwd zijn
Want die vlo ben jij en ik,
En zij is ons huwelijksbed en tempel
Ondanks het verzet van je ouders en dat van jou
Zijn wij, als in een klooster, verenigd tussen die levende wanden
Zelfs als je mij zou willen doden
Mag je daar geen zelfmoord aan toevoegen
Een Heiligschennis: drie zonden voor drie doden
Wreed en snel heb je toch toegeslagen
En je nagel in het purperen bloed gedoopt
Waar was die vlo dan wel schuldig aan?
Behalve aan die druppel die ze van je opzoog?
Maar je glundert van triomf en zegt
Dat jij noch ik geschaad zijn met haar dood
Dat is waar, maar ook dat je vrees op niets berust,
Je zal maar even weinig eer verliezen als je jezelf aan mij overgeeft
Als je verloren bent met het doden van die vlo.

## Analyse
Een vlo of een ander insect werd in de 16e- en 17e-eeuwse erotische poëzie soms opgevoerd opdat de dichter zich in de rol van het insect kon inleven dat zich grotere vrijheden met het lichaam van zijn geliefde kon permitteren dan hij zelf mocht. Donne kiest voor een wat verschillende benadering: de vlo zuigt bloed van beiden op, waardoor ze in het lichaam van de vlo verenigd worden. Als ze dan verenigd zijn, in een soort huwelijksplechtigheid binnen in de vlo door vermenging van hun bloed, is er volgens de dichter geen beletsel meer voor de vrouw om zich aan hem over te geven. Zaad werd in de 16e eeuw eigenlijk gezien als een vorm van bloed, waardoor het zoals hier in seksuele metaforen werd gebruikt om de geslachtsdaad ermee te suggereren. De vlo wordt door de geliefde uiteindelijk toch gedood, zodat de dichter zijn tactiek (en zijn argumentatie) plotseling moet veranderen. Hij zegt dat het opgeven van haar maagdelijkheid niet erger kan zijn dan het doden van de vlo.
Er zit ook heel wat religieuze en seksuele beeldspraak in het gedicht: Confesse it (biecht op), one blood made of two suggereert seks en/of zwangerschap, - three lives in one flea (de Heilige Drievuldigheid), cloysterd (in een klooster, hier de ingewanden van de vlo), sacrilege (heiligschennis), three sinnes in killing three (zonden, ook weer de Drievuldigheid), blood of innocence (het onschuldige bloed dat vloeit, zoals in het lijden van Christus).